# Томас Грей
Томас Грей (англ. Thomas Gray; нар. 26 грудня 1716, Корнгілл, Лондон — пом. 30 липня 1771, Кембридж) — англійський поет, представник цвинтарної лірики.

## Біографія
Томас Грей народився 26 грудня 1716 року в Корнгіллі, передмісті Лондона в сім'ї суддівського чиновника. Здобув освіту в Ітонському коледжі, потім у 1734 році вступив у Кембридж. У 1739 році разом зі своїм другом Горасом Волполом, сином прем'єр-міністра Великої Британії і майбутнім письменником, здійснив подорож по Європі (Франція, Швейцарія, Італія). З 1742 року Грей мешкав у Кембриджі, займаючись вивченням історії та літератури і власною літературною творчістю. Помер 30 липня 1771 року в Кембриджі.

## Творчість
Першим твором Томаса Грея була «Ода Ітонському коледжу» (англ. «Ode on a Distant Prospect op Rton College») опублікована 1741 року. У 1742 році Грей розпочав роботу над найвідомішим своїм твором «Елегією, написаною на сільському цвинтарі». Елегія була завершена в 1750 році, і вперше опублікована у 1751 році. Вивчаючи історію та літературу в Кембриджі, Грей зацікавився давньою скандинавською та шотландською поезією. Так само, як поет Джеймс Макферсон, котрий наслідував кельтського барда Оссіана, Томас Грей також створив численні імітації скандинавської та шотландської народної поезії.